# Симпсон, Рене
Рене́ Си́мпсон Ко́ллинз (англ. Rene Simpson Collins; 14 января 1966, Сарния, Канада — 17 октября 2013, Чикаго, США) — канадская теннисистка и теннисный тренер, член Зала теннисной славы Канады.
- Победительница трёх турниров WTA в парном разряде.
- Экс-капитан сборной Канады в Кубке Федерации.

## Общая информация
Рене — одна из трёх дочерей Берта и Джейн Симпсонов; её сестёр зовут Кэрол и Энн. Симпсон была замужем: её супруга зовут Джейсон Коллиз.
В сентябре 2012 года канадке был диагностирован рак головного мозга. 12 месяцев спустя она скончалась.

## Спортивная карьера
Как и многие спортсмены, часть своей юности прожившие в Северной Америке, Рене на рубеже своей юниорской и профессиональной карьеры успела поиграть в теннисной лиге NCAA, учась в Техасском Христианском Университете в Форт-Уэрте.
Уже ноябре 1988 года в Гуаруже Симпсон дошла до финала Открытого чемпионата Бразилии — турнира WTA. По ходу турнира Симпсон, занимавшая в рейтинге 256-е место, победила четырёх соперниц, стоявших в иерархии выше неё (в том числе двух посеянных), проиграв только 47-й ракетке мира Мерседес Пас. В начале следующего сезона в турнире WTA в Брисбене (Австралия) она обыграла уже двух соперниц из первой сотни рейтинга и уже к Открытому чемпионату Австралии и сама в неё вошла. 
В апреле 1989 года Симпсон достигла 70-го места в рейтинге, однако это оказалось её рекордным успехом в одиночном разряде. Хотя вскоре после этого она ещё побывала в третьем круге Открытого чемпионата Франции, где уступила Яне Новотной — 12-й ракетке мира, — дальнейшие её успехи были связаны с выступлениями в парном разряде. 
В 1993 году Симпсон и австралийка Мишель Джаггард-Лай вышли в третий круг Открытого чемпионата США после победы над 13-й сеяной парой Лейла Месхи-Евгения Манюкова, что позволило канадке впервые в карьере завершить сезон в числе ста лучших теннисисток в парном разряде. Продолжив сотрудничество в следующем сезоне, ближе к его концу Симпсон и Джаггард-Лай сначала пробились в полуфинал турнира WTA в Сурабае, а затем и выиграли Открытый чемпионат Тайваня, в полуфинале переиграв первую сеяную пару. За первую половину 1995 года Симпсон ещё дважды побеждала на турнирах WTA с разными партнёршами и один раз проиграла в финале, к августу достигнув в рейтинге 32-го места. В 1996 году она добилась своего высшего успеха в турнирах Большого шлема, когда в паре с другой канадкой, Соней Джейясилан, дошла до четвертьфинала Открытого чемпионата США после победы над посеянными под седьмым номером Лизой Реймонд и Ренне Стаббс. Оба этих сезона она завершила в Top 50 парного рейтинга WTA. Симпсон продолжала выступать в профессиональных тенниснсых турнирах до осени 1998 года.
С 1988 по 1998 год Симпсон представляла сборную Канады. В составе сборной она провела 36 игр — 10 побед при 7 поражениях в одиночном разряде и 10 побед при 9 поражениях в парах. По окончании своей игровой карьеры Симпсон много лет числилась тренером при федерации тенниса Канады и в 2001—2009 годах занимала пост капитана национальной команды в Кубке Федерации. Под руководством Симпсон канадская сборная в 2007 году пробилась во II Мировую группу. В 2011 году имя Рене Симпсон было включено в списки Зала теннисной славы Канады.

## Рейтинг на конец года
| Год  | Одиночный рейтинг | Парный рейтинг |
| 1998 | 541               | 164            |
| 1997 | 108               | 78             |
| 1996 | 148               | 54             |
| 1995 | 188               | 43             |
| 1994 | 153               | 84             |
| 1993 | 122               | 90             |
| 1992 | 105               | 140            |
| 1991 | 135               | 113            |
| 1990 | 185               | 115            |
| 1989 | 109               | 237            |
| 1988 | 134               |                |

## Выступления на турнирах

### Выступление в одиночных турнирах

#### Финалы турнировWTAв одиночном разряде (1)

##### Поражения (1)
| Легенда:                    |
| --------------------------- |
| Турниры Большого Шлема (0)  |
| Олимпиада (0)               |
| Итоговый чемпионат года (0) |
| 1-я категория (0)           |
| 2-я категория (0)           |
| 3-я категория (0+2)         |
| 4-я категория (0+1)         |
| 5-я категория (0)           |

| Титулы по покрытиям | Титулы по месту проведения матчей турнира |
| ------------------- | ----------------------------------------- |
| Хард (0+2)          | Зал (0)                                   |
| Грунт (0+1)         | Зал (0)                                   |
| Трава (0)           | Открытый воздух (0+3)                     |
| Ковёр (0)           | Открытый воздух (0+3)                     |

| №  | Дата          | Турнир            | Покрытие | Соперница в финале | Счёт    |
| 1. | 7 ноября 1988 | Гуаража, Бразилия | Хард     | Мерседес Пас       | 5-7 2-6 |

#### Финалы турнировITFв одиночном разряде (5)

##### Победы (4)
| Легенда:         |
| ---------------- |
| 100.000 USD (0)  |
| 75.000 USD (0)   |
| 50.000 USD (0)   |
| 25.000 USD (3+3) |
| 10.000 USD (1)   |

| Титулы по покрытиям | Титулы по месту проведения матчей турнира |
| ------------------- | ----------------------------------------- |
| Хард (4+3)          | Зал (0)                                   |
| Грунт (0)           | Зал (0)                                   |
| Трава (0)           | Открытый воздух (4+3)                     |
| Ковёр (0)           | Открытый воздух (4+3)                     |

| №  | Дата           | Турнир            | Покрытие | Соперница в финале | Счёт           |
| 1. | 15 января 1990 | Уэйко, США        | Хард     | Джери Ингрэм       | 6-7(7) 6-4 6-4 |
| 2. | 5 октября 1992 | Ливуд, США        | Хард     | Кэролайн Кульман   | 7-6(9) 1-6 6-3 |
| 3. | 7 июня 1993    | Коллингво, Канада | Хард     | Одра Келлер        | 6-2 4-6 7-6(7) |
| 4. | 28 июля 1996   | Фейетвилл, США    | Хард     | Лилия Остерло      | 6-4 7-5        |

##### Поражения (1)
| №  | Дата         | Турнир         | Покрытие | Соперница в финале   | Счёт        |
| 1. | 17 июля 1989 | Фейетвилл, США | Хард     | Кимберли По-Мессерли | 6-4 3-6 0-6 |

### Выступления в парном разряде

#### Финалы турнировWTAв парном разряде (4)

##### Победы (3)
| №  | Дата            | Турнир                | Покрытие | Партнёрша           | Соперницы в финале           | Счёт        |
| 1. | 14 ноября 1994  | Тайбэй, Тайвань       | Хард     | Мишель Джаггард-Лай | Нанси Фебер Александра Фусаи | 6-0 7-6(10) |
| 2. | 27 февраля 1995 | Сан-Хуан, Пуэрто-Рико | Хард     | Карин Кшвендт       | Лаура Голарса Линда Уайлд    | 6-2 0-6 6-4 |
| 3. | 24 апреля 1995  | Загреб, Хорватия      | Грунт    | Мерседес Пас        | Лаура Голарса Ирина Спырля   | 7-5 6-2     |

##### Поражения (1)
| №  | Дата           | Турнир       | Покрытие | Партнёрша       | Соперницы в финале            | Счёт    |
| 1. | 10 апреля 1995 | Хьюстон, США | Грунт    | Вильтруд Пробст | Николь Арендт Манон Боллеграф | 4-6 2-6 |

#### Финалы турнировITFв парном разряде (5)

##### Победы (3)
| №  | Дата             | Турнир             | Покрытие | Партнёрша      | Соперницы в финале          | Счёт        |
| 1. | 31 июля 1995     | Миссиссога, Канада | Хард     | Каролин Делисл | Кирстин Фрейе Аник Снейдерс | 6-3 6-2     |
| 2. | 22 июля 1996     | Фейетвилл, США     | Хард     | Соня Джеясилан | Джейн Чи Келли Уилсон       | 3-6 6-4 6-2 |
| 3. | 30 сентября 1996 | Ньюпорт-Бич, США   | Хард     | Мерседес Пас   | Эрика де Лоун Николь Пратт  | 6-3 6-1     |

##### Поражения (2)
| №  | Дата            | Турнир          | Покрытие | Партнёрша      | Соперницы в финале              | Счёт    |
| 1. | 15 января 1990  | Уэйко, США      | Хард     | Тори Планкетт  | Диндсей Бартлетт Шелли Бартлетт | 4-6 3-6 |
| 2. | 11 февраля 1991 | Ки-Бискейн, США | Хард     | Хеллас Тер Рит | Пенни Мэйджер Саманта Смит      | 5-7 2-6 |

## История выступлений на турнирах

### Парные турниры
| Турнир                 | 1990  | 1991  | 1992  | 1993          | 1994          | 1995          | 1996  | 1997  | 1998  | Итог   | В/П за карьеру |
| ---------------------- | ----- | ----- | ----- | ------------- | ------------- | ------------- | ----- | ----- | ----- | ------ | -------------- |
| Турниры Большого Шлема |       |       |       |               |               |               |       |       |       |        |                |
| Australian Open        | -     | -     | 1Р    | 1Р            | 1Р            | 1Р            | 1Р    | 1Р    | 1Р    | 0 / 7  | 0-7            |
| Roland Garros          | 1Р    | 1Р    | 1Р    | -             | -             | 1Р            | 1Р    | 3Р    | 1Р    | 0 / 7  | 2-7            |
| Уимблдон               | -     | -     | -     | -             | 1Р            | 1Р            | 1Р    | 1Р    | 2Р    | 0 / 5  | 1-5            |
| US Open                | -     | 1Р    | 2Р    | 3Р            | 2Р            | 2Р            | 1/4   | 2Р    | 2Р    | 0 / 8  | 10-8           |
| Итог                   | 0 / 1 | 0 / 2 | 0 / 3 | 0 / 2         | 0 / 3         | 0 / 4         | 0 / 4 | 0 / 4 | 0 / 4 | 0 / 27 |                |
| В/П в сезоне           | 0-1   | 0-2   | 1-3   | 2-2           | 1-3           | 1-4           | 3-4   | 3-4   | 2-4   |        | 13-27          |
| Олимпийские игры       |       |       |       |               |               |               |       |       |       |        |                |
| Летняя олимпиада       | НП    | НП    | 2Р    | Не проводился | Не проводился | Не проводился | -     | НП    | НП    | 0 / 1  | 1-1            |